# PELOPS (Verkehrsflusssimulationsprogramm)
PELOPS ist ein (sub)mikroskopisches, fahrzeugorientiertes Verkehrsflusssimulationsprogramm, welches von der Forschungsgesellschaft Kraftfahrwesen mbh Aachen (fka) in Zusammenarbeit mit der BMW AG entwickelt wird. Es wird heute von der fka vertrieben und gepflegt.

## Beschreibung
Das Konzept von PELOPS (Programm zur Entwicklung Längsdynamischer, mikrOskopischer VerkehrsProzesse in Systemrelevanter Umgebung) besteht in der Verknüpfung detaillierter submikroskopischer Fahrzeugmodelle mit mikroskopischen verkehrstechnischen Modellen, die sowohl eine Untersuchung des längsdynamischen Fahrzeugverhaltens als auch eine Analyse des Verkehrsablaufs ermöglichen. Der Vorteil dieser Methode liegt darin, alle Wechselwirkungen zwischen Fahrer, Fahrzeug und Verkehr berücksichtigen zu können.
Im Gegensatz zu klassischen in der Automobilindustrie angewandten Simulationswerkzeugen, die in der Regel nur ein Teilsystem oder ein einzelnes isoliertes Gesamtfahrzeug abbilden, verfolgt der Ansatz in PELOPS daher die Simulation der drei wesentlichen Elemente des Verkehrs
- Strecke/Umwelt,
- Fahrzeug und
- Fahrer

mit ihren Wechselwirkungen. In einer modularen Programmstruktur werden die genannten Elemente modelliert und durch Schnittstellen abgegrenzt.

### Umweltmodell
Das Umweltmodell erlaubt bei Bedarf eine detaillierte Beschreibung der Einflüsse einer stationären Verkehrsumgebung. Sowohl der Verlauf der Straße in horizontaler und vertikaler Richtung über Radien und Übergänge, als auch die Anzahl und die Breite der Spuren wird angegeben. Zusätzlich zu diesen geometrischen Daten können Verkehrszeichen sowie Umweltbedingungen vorgegeben werden.

### Fahrzeugmodell
Im Fahrzeugmodell wird ausgehend von den Stellparametern des Fahrzeugs, wie beispielsweise Gaspedalstellung und Gangwechsel, die Bewegungsdynamik berechnet. Da das Fahrzeugmodell komponentenfein und damit sehr detailliert dargestellt wird, können auch Parameter wie Gesamtwirkungsgrad und Verbrauch hinreichend genau bestimmt werden. Das Fahrzeug selbst wird nach dem Ursache-Wirkungs-Prinzip modelliert.

### Fahrermodell
Die Verbindung zwischen der Fahrzeug- und der Verkehrssimulation stellt das Fahrermodell dar. Es ist in ein Verhaltens- und ein Handlungsmodell gegliedert. Im Verhaltensmodell werden die Parameter der lokalen Fahrstrategie aus dem aktuellen Fahrzustand und der Fahrzeugumgebung bestimmt. Die Parameter der lokalen Fahrstrategie sind eine vom Fahrer gewünschte Beschleunigung, die Fahrspur und ggf. der einzulegende Fahrgang. Im Handlungsmodell schließlich werden diese Parameter in fahrzeugseitige Stellgrößen wie Lenkbewegung, Pedalbetätigung, Gangwahl und Setzen des Blinkers umgesetzt.
Das Verhaltensmodell besteht wiederum aus zwei Teilen, dem Folge- und dem Spurwechselmodell. Das Folgemodell beschreibt den Verkehr auf einer einspurigen Richtungsfahrbahn, auf der es keine Möglichkeit zum Überholen und Spurwechseln gibt. Dieses Folgemodell basiert auf den Arbeiten von Wiedemann und ist in den zurückliegenden zehn Jahren in zahlreichen Punkten bei der fka weiterentwickelt worden. Das Spurwechselmodell deckt alle Verkehrssituationen ab, die auf mehrspurigen Straßen und im innerstädtischen Verkehr auftreten. Es beinhaltet nicht nur die klassischen Spurwechselsituationen, wie das Überholen auf mehrspurigen Richtungsfahrbahnen, das Ausweichen vor Hindernissen und das Spurwechseln zum Verfolgen einer Route durch ein Straßennetz, sondern auch taktische Überlegungen wie z. B. das Blinken, um ein Hereinlassen in enge Lücken zu provozieren. Fahrer- und Umweltmodell ermöglichen zusammen die Generierung von virtuellem Verkehr.

## In-the-Loop Simulation
PELOPS kann auch als Rapid-Control-Prototyping-Werkzeug in der Entwicklung von Fahrerassistenzsystemen eingesetzt werden. Somit ist es bei der Simulation neuer Systemkonzepte nicht mehr zwingend erforderlich, dass Algorithmen und Funktionen direkt als Quellcode in PELOPS eingebunden werden. Sowohl Hardwarekomponenten (Hardware-in-the-Loop, HiL) als auch Software (Software-in-the-Loop, SiL) können mit PELOPS in einer gekoppelten Simulation betrieben werden. Dazu stellt PELOPS als Schnittstellen eine Netzwerkanbindung, eine serielle Schnittstelle, über die beispielsweise eine Kopplung mit dSPACE-Hardware vorgenommen werden kann, sowie CAN-Bus zur Verfügung.
Mit dieser SiL- und HiL-Schnittstelle ist es möglich, jede einzelne virtuelle Komponente des Verkehrs durch eine reale Komponente zu substituieren. So lässt sich beispielsweise ein reales Fahrzeug mit einem realen Fahrer im virtuellen Verkehr auf einer Teststrecke bewegen, um ein virtuelles Assistenzsystem zu testen und zu erfahren.